# Паника 1893 года

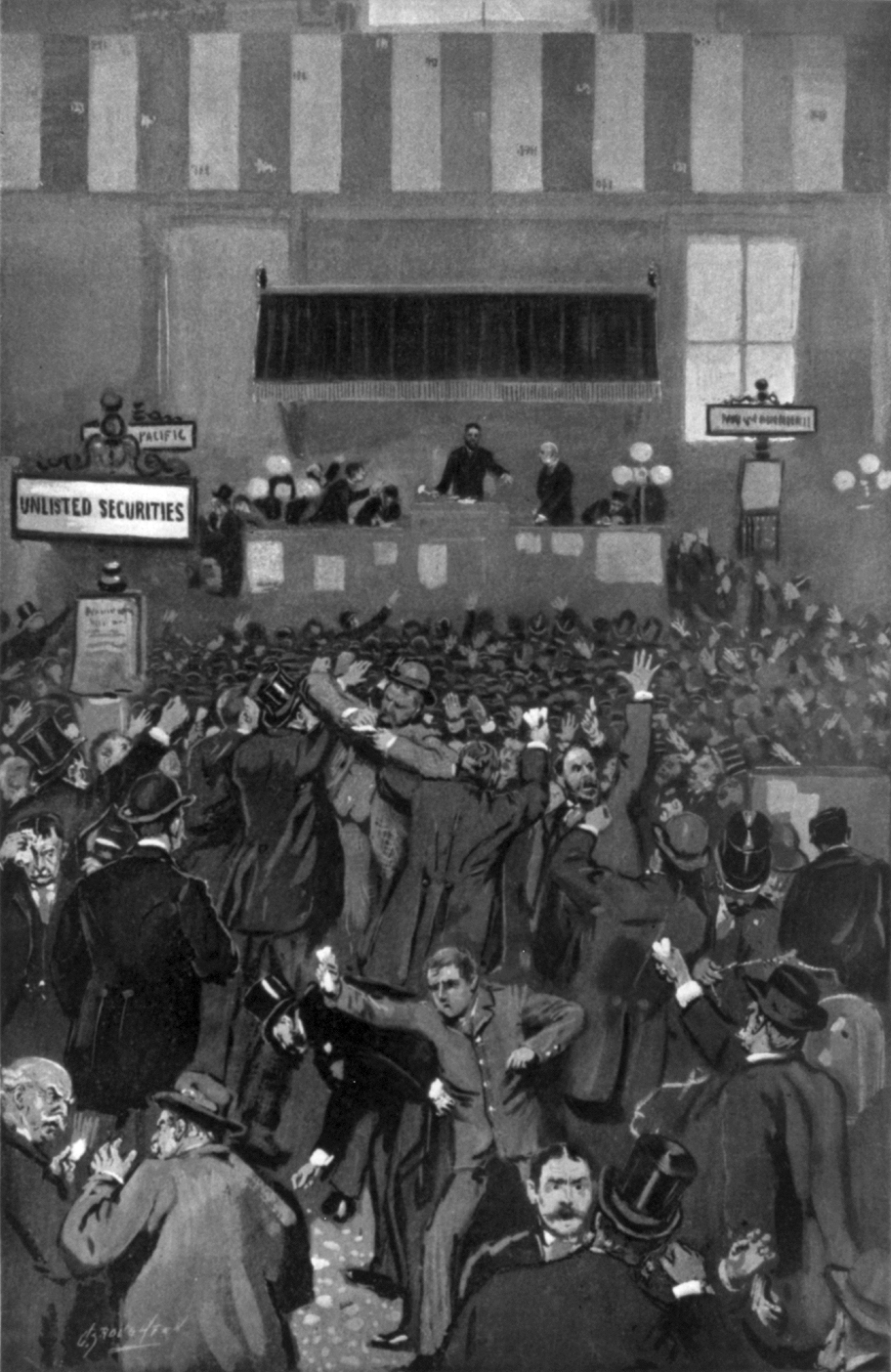
Паника на Нью-Йоркской фондовой бирже 5 мая 1893 года

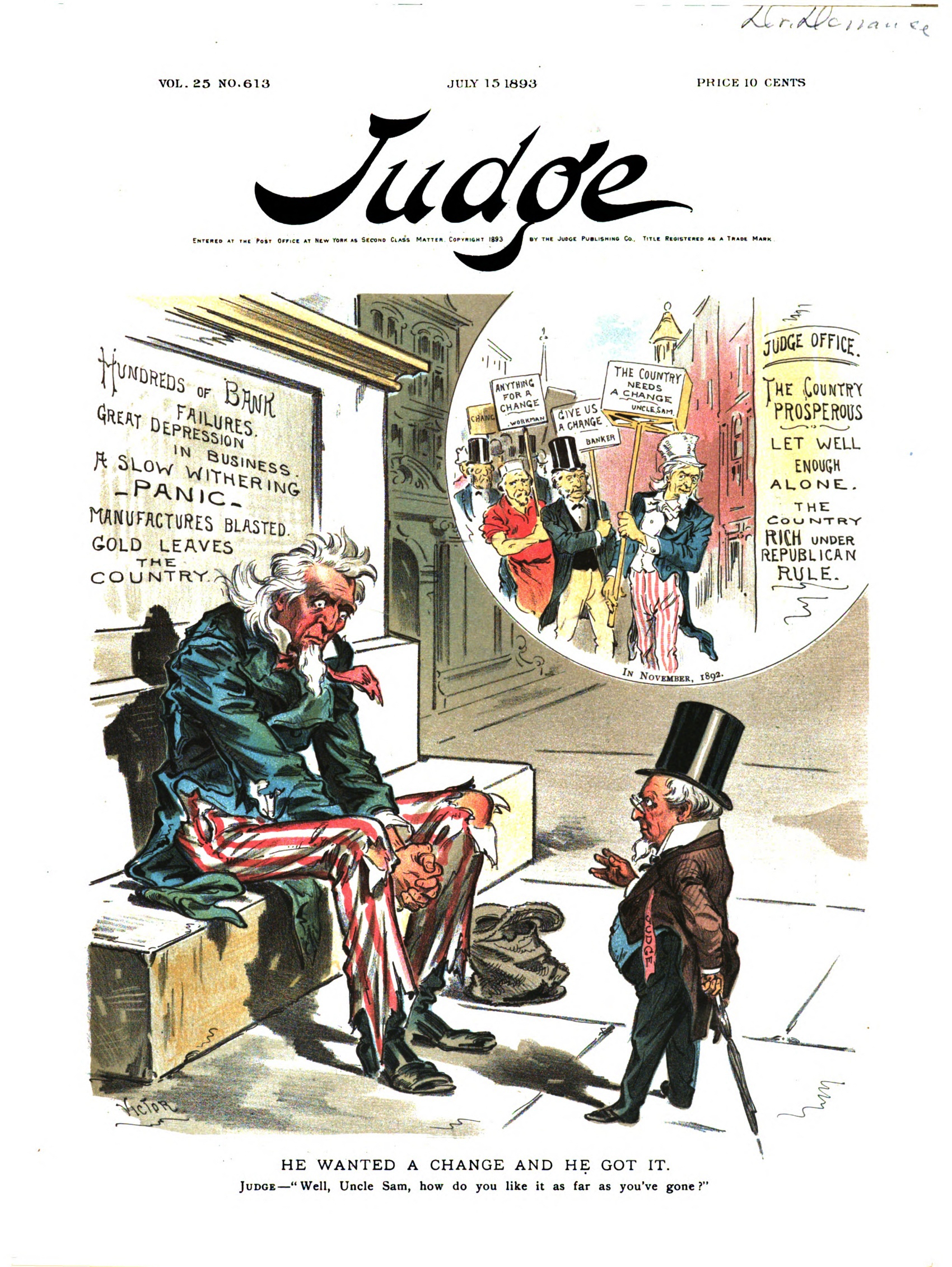
Прореспубликанский журнал Judge возложил ответственность за панику 1893 года на победу демократов на выборах 1892 года.

«Паника 1893 года» была экономической депрессией в Соединённых Штатах. Она началась в феврале 1893 года и официально завершилась через восемь месяцев. За ней последовала «Паника 1896 года». До Великой депрессии 1930-х годов это был самый серьёзный экономический кризис в истории.
Паника 1893 года глубоко затронула все отрасли экономики Соединённых Штатов и спровоцировала политические потрясения, приведшие к смене расклада сил и избранию президентом Уильяма Мак-Кинли.
Кульминацией паники стала банковая паника и натиск на золото в Казначействе США: 5 мая 1893 года, после банкротства компании National Cordage Company, индекс Dow Jones Industrial Average рухнул на 24 % за один день — крупнейшее однодневное падение до Великой депрессии. Уровень безработицы во многих штатах превысил 25 %, и массовая нищета стала повседневной реальностью.

## Причины
Причины паники включают:
- Крах банка „Баринг“ - Большие инвестиции в Аргентину банком "Баринг" за которым последовал не урожай пшеницы 1890 и Парковая революция, неудавшийся переворот в Буэнос-Айресе, поток инвестиций в страну был свёрнут.

- Австралийский банковый кризис - Спекуляции на рынках недвижимости Южной Африки и Австралии рухнули.

- Страх цепной реакции, приведший к массовому изъятию золота из Казначейства США. Инвестиционные монеты считались более надёжным средством, чем бумажные деньги: в условиях неопределённости люди массово запасали монеты и отвергали банкноты.
- В 1880-е годы американские железные дороги пережили то, что сегодня мы назвали бы «биржевым пузырём»: инвесторы хлынули в железнодорожную отрасль, и сеть была построена в избыточном количестве.
- Тариф Мак-Кинли, принятый в 1890 году, повысил ставки пошлин до 50 %.
- Экономическая политика президента Бенджамина Харрисона, включавшая торговый протекционизм, пенсии для ветеранов и поддержку серебряного стандарта.

В эпоху позолоченного века, в 1870–1880-е годы, в США наблюдался экономический рост и расширение, большая часть которого зависела от высоких мировых цен на сырьё, на которые также повлиял тариф Мак-Кинли 1890 года. Усугубляя проблемы международных инвестиций, в 1893 году рухнула цена на пшеницу. В частности, открытие множества рудников на западе страны привело к избытку серебра и вызвало ожесточённые дебаты о том, в каком объёме его следует пускать в монету.
Одним из первых признаков надвигающихся проблем стало 20 февраля 1893 года — за двенадцать дней до инаугурации президента США Гровера Кливленда — назначение управляющих (конкурсных администраторов) для Филадельфийско-Рединговской железной дороги, которая чрезмерно расширилась. Вступив в должность, Кливленд сразу же занялся кризисом в Казначействе и добился от Конгресса США отмены Акта Шермана о закупке серебра, который, по его мнению, был главной причиной экономических трудностей.
По мере углубления тревоги за состояние экономики Соединённых Штатов разразилась банковая паника: люди поспешили изымать средства из банков, что вызвало массовые банк-раны. Кредитный кризис прокатился по экономике Соединённых Штатов. Финансовый кризис в Лондоне в сочетании со спадом торговли в континентальной Европе заставил иностранных инвесторов распродавать американские акции, чтобы получить обеспеченные золотом средства.

## Популисты
Народная партия так-же известна как "популисты", была аграрно-популистской политической партией в Соединённых Штатах. С 1892 по 1896, она играла важную роль левых сил в американской политике. Это привлекало поддержку от фермеров с Запада и Юга страны. Партия резко критиковала капитализм, особенно банки и железные дороги, и вступила в союз с рабочим движением.
Созданная в 1891 году в результате популистского движения, Народная партия достигла своего расцвета на президентских выборах 1892 года, когда её кандидаты -      Джеймс Б. Уивер и Джеймс Г. Филд - получили 8,5 % голосов избирателей и одержали победу в пяти штатах (Колорадо, Айдахо, Канзас, Невада и Северная Дакота), а также на выборах в Палату представителей США 1894 года, когда партия получила девять мест. Основанная на коалиции бедных белых фермеров-хлопководов Юга (особенно Северной Каролины, Алабамы и Техаса) и находившихся в затруднении фермеров-производителей пшеницы равнинных штатов (особенно Канзаса и Небраски), партия популистов представляла собой радикальную форму аграризма и выражала враждебность к элитам, городам, банкам, железным дорогам и золотому стандарту.